# 61 Pegasi
61 Pegasi är en gul ljusstark jätte i stjärnbilden Pegasus.
61 Pegasi har visuell magnitud +6,50 och kräver fältkikare för att kunna observeras. Den befinner sig på ett avstånd av ungefär 870 ljusår.